# Pallíni (Chalcidique)
Le dème de Pallíni, en grec moderne : Δήμος Παλλήνης / Dímos Pallínis, est un ancien dème de Macédoine-Centrale en Grèce. Depuis 2010, il fait partie du dème de Kassándra.
Selon le recensement de 2011, la population du dème compte 5 912 habitants.